# Muskego (Wisconsin)
Muskego es una ciudad ubicada en el condado de Waukesha en el estado estadounidense de Wisconsin. En el Censo de 2010 tenía una población de 24.135 habitantes y una densidad poblacional de 259,07 personas por km².

## Geografía
Muskego se encuentra ubicada en las coordenadas 42°52′17″N 88°8′4″O / 42.87139, -88.13444. Según la Oficina del Censo de los Estados Unidos, Muskego tiene una superficie total de 93.16 km², de la cual 81.83 km² corresponden a tierra firme y (12.16%) 11.33 km² es agua.

## Demografía
Según el censo de 2010, había 24.135 personas residiendo en Muskego. La densidad de población era de 259,07 hab./km². De los 24.135 habitantes, Muskego estaba compuesto por el 97.17% blancos, el 0.28% eran afroamericanos, el 0.16% eran amerindios, el 0.89% eran asiáticos, el 0.04% eran isleños del Pacífico, el 0.41% eran de otras razas y el 1.04% pertenecían a dos o más razas. Del total de la población el 2.26% eran hispanos o latinos de cualquier raza.